# Државни пут 28
Пут 28 је државни пут првог Б реда у западном делу Србије, који се пружа србијанском страном Подриња и повезује га са Западним Поморављем. Пут у целости на подручју Средишње Србије.
Постојећи пут М19.1 је у целости магистрални пут са две саобраћајне траке.

## Постојеће деонице пута
| Број деонице | Име деонице                                                  | Дужина | Коментар                                         |
| ------------ | ------------------------------------------------------------ | ------ | ------------------------------------------------ |
| 0172         | Мали Зворник (граница са БиХ - Република Српска) - Грачаница | 37,8   | Укрштање са путем Р127 у Грачаници               |
| 0173         | Грачаница - Љубовија                                         | 7,1    | Укрштање са путем Р113 у Љубовији                |
| 0174         | Љубовија - Рогачица 1                                        | 35,7   | Укрштање са путем Р111 у Рогачици                |
| 1741         | Рогачица 1 - Рогачица                                        | 0,1    | Преклоп са путем Р111 кроз Рогачицу              |
| 0175         | Рогачица - Бајина Башта                                      | 11,5   | Укрштање са путем Р112 у Бајиној Башти           |
| 0176         | Бајина Башта - Дуб                                           | 12,9   | Укрштање са путем Р111 на Дубу                   |
| 0177         | Дуб - Дупци                                                  | 17,1   | Укрштање са путем A5 у Дупцима; Аеродром Поникве |

## Будућност
Постојећи пут М19.1 је у целости магистрални пут са две саобраћајне траке.
По важећем просторном плану Републике Србије није предвиђено унапређење датог пута у ауто-пут, већ се пут задржава у данашњим оквирима уз савремено одржавање.